# Zygophyllum giessii
Zygophyllum giessii es una especie de planta fanerógama de la familia Zygophyllaceae. Es endémica de Namibia. Su hábitat natural son las regiones rocosas y desiertos fríos. Está tratada en peligro de extinción por pérdida de hábitat. 

## Descripción
Es un arbusto perenne de pequeño tamaño, suculento que alcanza un tamaño de 0,3 m de altura. Se encuentra a una altitud de +/- 1.400 metros en Namibia.

## Taxonomía
Zygophyllum giessii fue descrita por Merxm. & A.Schreib. y publicado en Mitteilungen der Botanischen Staatssammlung München 11: 449–450. 1974.
Etimología
Zygophyllum: nombre genérico que deriva de las palabras griegas: zygon = "yugo", y phyllon =  "hoja", debido a los foliolos emparejados.
giessii: epíteto otorgado en honor del botánico Johan Wilhelm Heinrich Giess. 